# Curtafond
Curtafond est une commune française, située dans le département de l'Ain en région Auvergne-Rhône-Alpes.
Curtafond est célèbre pour ses volailles. En effet, certains éleveurs issus de la commune obtiennent régulièrement de bons résultats aux Glorieuses de Bresse.

## Géographie
Curtafond fait partie de la Bresse. Elle se situe à 10 km de Bourg-en-Bresse et s'étend sur 1 241 ha. Le climat est océanique avec un été tempéré.

### Communes Limitrophes
|            | Saint-Didier-d'Aussiat |                        |
| Confrançon | Curtafond              | Saint-Martin-le-Châtel |
|            | Polliat                |                        |

### Climat
Pour des articles plus généraux, voir Climat d'Auvergne-Rhône-Alpes et Climat de l'Ain.
En 2010, le climat de la commune est de type climat océanique dégradé des plaines du Centre et du Nord, selon une étude du CNRS s'appuyant sur une série de données couvrant la période 1971-2000. En 2020, Météo-France publie une typologie des climats de la France métropolitaine dans laquelle la commune est exposée à un climat semi-continental et est dans la région climatique Bourgogne, vallée de la Saône, caractérisée par un bon ensoleillement (1 900 h/an), un été chaud (18,5 °C), un air sec au printemps et en été et des vents faibles.
Pour la période 1971-2000, la température annuelle moyenne est de 11,6 °C, avec une amplitude thermique annuelle de 18 °C. Le cumul annuel moyen de précipitations est de 991 mm, avec 11 jours de précipitations en janvier et 7,7 jours en juillet. Pour la période 1991-2020, la température moyenne annuelle observée sur la station météorologique de Météo-France la plus proche, « Ceyzériat_sapc », sur la commune de Ceyzériat à 21 km à vol d'oiseau, est de 11,7 °C et le cumul annuel moyen de précipitations est de 1 032,6 mm,. Pour l'avenir, les paramètres climatiques de la commune estimés pour 2050 selon différents scénarios d'émission de gaz à effet de serre sont consultables sur un site dédié publié par Météo-France en novembre 2022.

## Urbanisme

### Typologie
Au 1er janvier 2024, Curtafond est catégorisée commune rurale à habitat dispersé, selon la nouvelle grille communale de densité à 7 niveaux définie par l'Insee en 2022.
Elle est située hors unité urbaine. Par ailleurs la commune fait partie de l'aire d'attraction de Bourg-en-Bresse, dont elle est une commune de la couronne,. Cette aire, qui regroupe 80 communes, est catégorisée dans les aires de 50 000 à moins de 200 000 habitants,.

### Occupation des sols
L'occupation des sols de la commune, telle qu'elle ressort de la base de données européenne d’occupation biophysique des sols Corine Land Cover (CLC), est marquée par l'importance des territoires agricoles (81,9 % en 2018), une proportion sensiblement équivalente à celle de 1990 (82,7 %). La répartition détaillée en 2018 est la suivante : 
terres arables (39,4 %), prairies (24,8 %), zones agricoles hétérogènes (17,7 %), forêts (13,6 %), zones urbanisées (4,5 %).
L'évolution de l’occupation des sols de la commune et de ses infrastructures peut être observée sur les différentes représentations cartographiques du territoire : la carte de Cassini (XVIIIe siècle), la carte d'état-major (1820-1866) et les cartes ou photos aériennes de l'IGN pour la période actuelle (1950 à aujourd'hui).

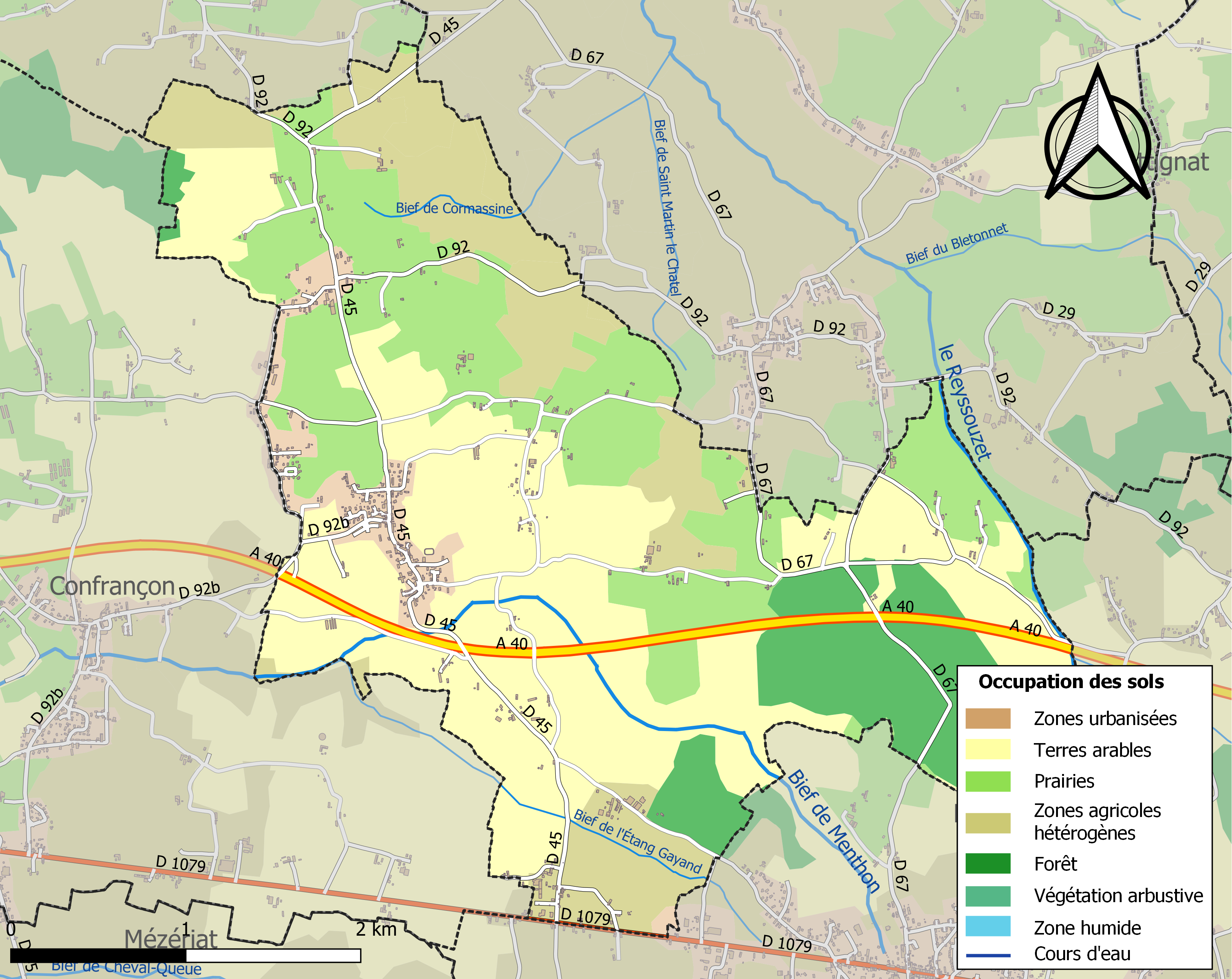
Carte des infrastructures et de l'occupation des sols de la commune en 2018 (CLC).

## Histoire
Vers 923, sous les Carolingiens, le village s'appelait In Villa Cortefredone. Corte signifiait souvent dans l'Ain « cultivateurs », et Fredone signifiait amour, paix. De 1248 à 1345, il s'est appelé successivement Cortefont, Cortafonz puis Cortéfonte. « Fonte» signifiait la source. Avant 1801, la commune s'appelait Cartafond.

### Hameaux

#### Biolières
Seigneurie (De Beoleris, de Bioleriis) avec château fort, possédée originairement par des gentilshommes du nom de Biolières, dont les plus anciens connus sont Zacharie de Biolières, vivant en 1096, et Acharie de Biolières, vivant en 1186.
En 1272, Fraucon de Biolières, chevalier, fit hommage de son château à Amédée V de Savoie, seigneur de Bâgé. En mai 1306, Hugues de Biolières, son fils, reçut confirmation de la justice.
Vers le milieu du XIVe siècle, l'unique héritière de cette ancienne maison épousa un membre de la famille de Ferlay de Rathonay et lui porta en dot la terre de Biolières. Cette terre resta aux de Ferlay jusqu'au mariage d'Antoinette de Ferlay avec Noël du Fay, seigneur de Peraut en Vivarais, dont les héritiers l'aliénèrent, en 1545 et 1546, à Jean III de la Baume-Montrevel, qui l'unit à son marquisat de Saint-Martin-le-Châtel.
Il ne restait déjà plus qu'une tour du château en 1650.

## Politique et administration

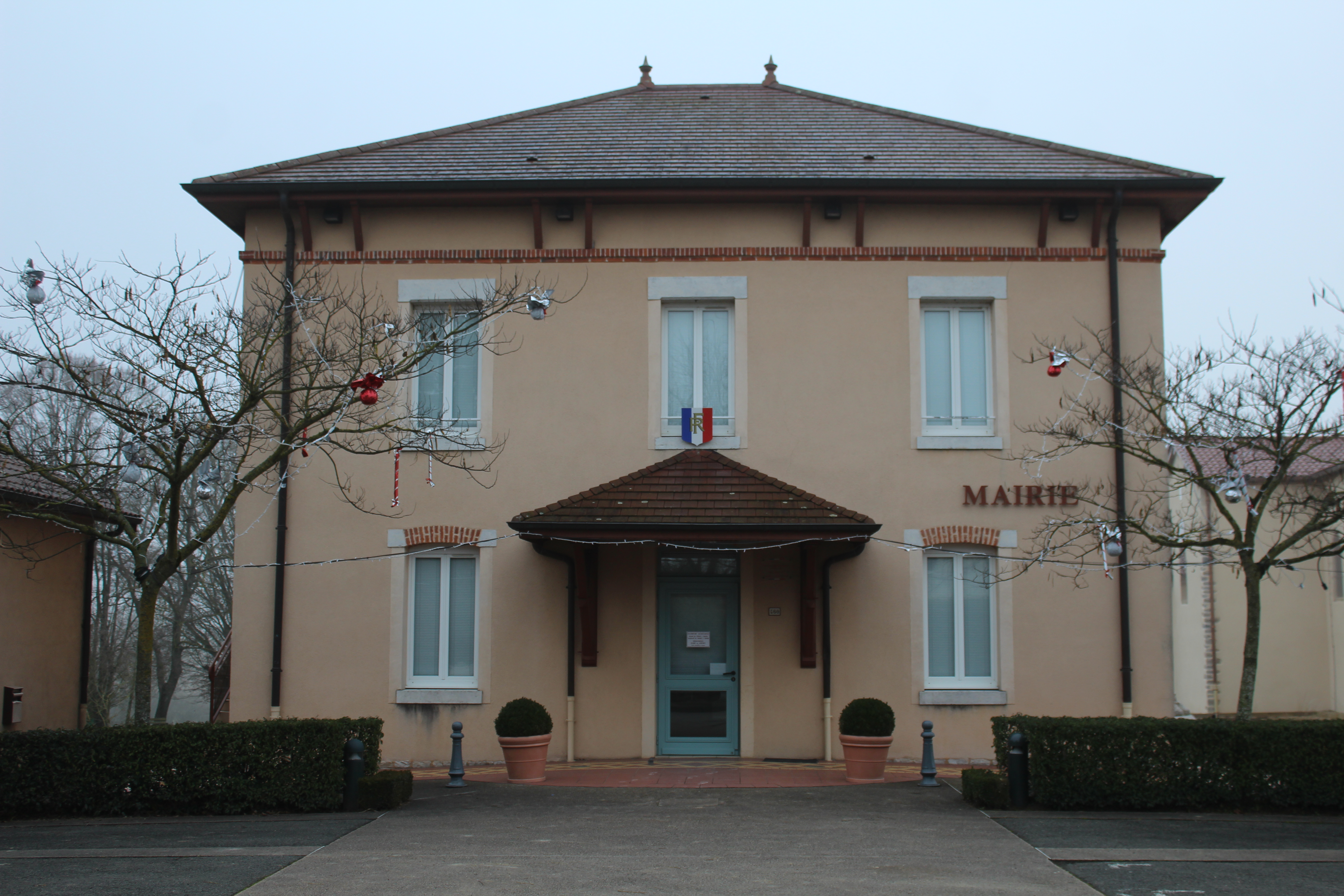
Mairie.

### Découpage territorial
La commune de Curtafond est membre de la communauté d'agglomération du Bassin de Bourg-en-Bresse, un établissement public de coopération intercommunale (EPCI) à fiscalité propre créé le 1er janvier 2017 dont le siège est à Bourg-en-Bresse. Ce dernier est par ailleurs membre d'autres groupements intercommunaux.
Sur le plan administratif, elle est rattachée à l'arrondissement de Bourg-en-Bresse, au département de l'Ain et à la région Auvergne-Rhône-Alpes. Sur le plan électoral, elle dépend du  canton d'Attignat pour l'élection des conseillers départementaux, depuis le redécoupage cantonal de 2014 entré en vigueur en 2015, et de la première circonscription de l'Ain  pour les élections législatives, depuis le dernier découpage électoral de 2010.

### Administration municipale
| Période                                  | Période  | Identité          | Étiquette  | Qualité                           |
| ---------------------------------------- | -------- | ----------------- | ---------- | --------------------------------- |
| 1989                                     | 2020     | Gérard Gallet     | RPR-UMP-LR | Réélu en 1995, 2001, 2008 et 2014 |
| 2020                                     | En cours | Christian Labalme |            |                                   |
| Les données manquantes sont à compléter. |          |                   |            |                                   |

## Démographie
L'évolution du nombre d'habitants est connue à travers les recensements de la population effectués dans la commune depuis 1793. Pour les communes de moins de 10 000 habitants, une enquête de recensement portant sur toute la population est réalisée tous les cinq ans, les populations de référence des années intermédiaires étant quant à elles estimées par interpolation ou extrapolation. Pour la commune, le premier recensement exhaustif entrant dans le cadre du nouveau dispositif a été réalisé en 2007.
En 2022, la commune comptait 805 habitants, en évolution de +4,55 % par rapport à 2016 (Ain : +5,15 %, France hors Mayotte : +2,11 %).
| 1793 | 1800 | 1806 | 1821 | 1831 | 1836 | 1841 | 1846 | 1851 |
| ---- | ---- | ---- | ---- | ---- | ---- | ---- | ---- | ---- |
| 604  | 545  | 626  | 680  | 635  | 682  | 707  | 727  | 760  |

| 1856 | 1861 | 1866 | 1872 | 1876 | 1881 | 1886 | 1891 | 1896 |
| ---- | ---- | ---- | ---- | ---- | ---- | ---- | ---- | ---- |
| 700  | 679  | 687  | 700  | 710  | 707  | 710  | 694  | 647  |

| 1901 | 1906 | 1911 | 1921 | 1926 | 1931 | 1936 | 1946 | 1954 |
| ---- | ---- | ---- | ---- | ---- | ---- | ---- | ---- | ---- |
| 617  | 614  | 613  | 571  | 538  | 554  | 519  | 529  | 469  |

| 1962 | 1968 | 1975 | 1982 | 1990 | 1999 | 2006 | 2007 | 2012 |
| ---- | ---- | ---- | ---- | ---- | ---- | ---- | ---- | ---- |
| 460  | 409  | 382  | 427  | 422  | 590  | 662  | 672  | 726  |

| 2017 | 2022 | - | - | - | - | - | - | - |
| ---- | ---- | - | - | - | - | - | - | - |
| 770  | 805  | - | - | - | - | - | - | - |

## Économie
La commune, essentiellement agricole, compte deux grands éleveurs de poulets, ainsi que des activités dans les secteurs de l'industrie, de l'artisanat (notamment dans la zone artisanale de Chérinal) et du commerce.

## Culture et patrimoine

### Lieux et monuments

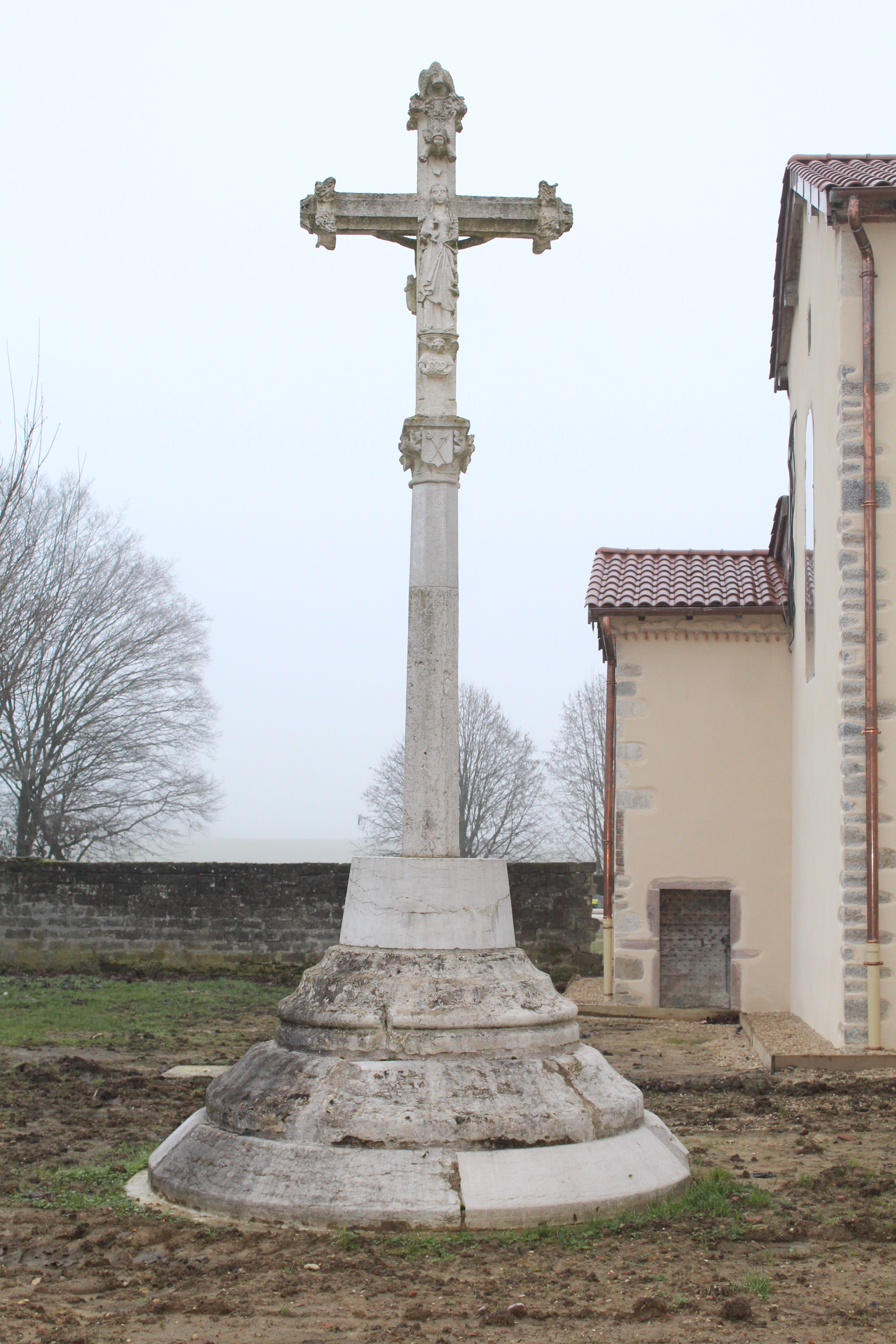
Calvaire.

- Un calvaire gothique du XVIe siècle fait l’objet d’un classement au titre des monuments historiques depuis 1933[23]. Il représente un christ en croix figuré avec une vierge à l’enfant.
- Église Saint-Clément de Curtafond, romane du XIIe siècle restaurée, notamment l'abside et la travée du chœur. Les statues d'une vierge en pierre et d'une vierge en bois ainsi qu'une statue de sainte Anne datant du XVIe siècle se trouvent dans cette église dont la patronne est Notre-Dame de l’Assomption[24].

### Espaces verts et fleurissement
En 2014, la commune de Curtafond bénéficie du label « ville fleurie » avec « une fleur » attribuée par le Conseil national des villes et villages fleuris de France au concours des villes et villages fleuris.

## Personnalités liées à la commune
- Albert Burloud (1888-1954), professeur à la faculté de Lettres de Rennes, y est né.